# Johannes Mühlsteiger
Johannes Mühlsteiger SJ (* 24. Juni 1926 in Brixen; † 9. August 2020 in Innsbruck) war ein italienischer Theologe und Hochschullehrer an der Theologischen Fakultät der Universität Innsbruck.

## Leben
In seiner Heimatstadt studierte er Philosophie und Theologie. Nach der Priesterweihe am 29. Juni 1950 trat er in das Noviziat der Gesellschaft Jesu ein und studierte Philosophie an der Ordenshochschule der Jesuiten in Pullach. Er war in der Jugendpastoral tätig. Er studierte katholische Theologie an der Katholisch‐Theologischen Fakultät in Innsbruck, wo er promovierte. Er absolvierte das Tertiat in Paray-le-Monial in Frankreich und erwarb das Lizenziat im kanonischen Recht an der Gregoriana. Er war Präfekt im Theologenkonvikt Canisianum (Innsbruck). Nach der Habilitation 1967 wurde er Professor für Kirchenrecht und Vorstand des Instituts für Kirchenrecht an der Katholisch‐Theologischen Fakultät der Universität Innsbruck (1970–1994). Er war Mitglied der Österreichischen Kommission für die Revision des kirchlichen Gesetzbuches; der Theologischen Kommission der Österreichischen Bischofskonferenz und im Tribunal der Diözese Innsbruck für die Seligsprechung Otto Neururers.

## Schriften (Auswahl)
- Der Geist des josephinischen Eherechte (= Forschungen zur Kirchengeschichte Österreichs. Band 5). Herold-Verlag, Wien 1967, OCLC 717481548 (zugleich Habilitationsschrift, Innsbruck 1967).
- Kirchenordnungen. Anfänge kirchlicher Rechtsbildung (= Kanonistische Studien und Texte. Band 50). Duncker und Humblot, Berlin 2006, ISBN 3-428-12117-1.